# Kołaczkowo (gemeente)
De gemeente Kołaczkowo is een landgemeente in het Poolse woiwodschap Groot-Polen, in powiat Wrzesiński.
De zetel van de gemeente is in Kołaczkowo.
Op 30 juni 2004 telde de gemeente 6123 inwoners.

## Oppervlakte gegevens
In 2002 bedroeg de totale oppervlakte van gemeente Kołaczkowo 115,95 km², waarvan:
- agrarisch gebied: 86%
- bossen: 7%

De gemeente beslaat 16,47% van de totale oppervlakte van de powiat.

## Demografie
Stand op 30 juni 2004:
| Omschrijving                   | Totaal | Totaal | Vrouwen | Vrouwen | Mannen | Mannen |
| ------------------------------ | ------ | ------ | ------- | ------- | ------ | ------ |
| eenheid                        | aantal | %      | aantal  | %       | aantal | %      |
| inwoners                       | 6123   | 100    | 3096    | 50,6    | 3027   | 49,4   |
| bevolkingsdichtheid (inw./km²) | 52,8   | 52,8   | 26,7    | 26,7    | 26,1   | 26,1   |

In 2002 bedroeg het gemiddelde inkomen per inwoner 1375,2 zł.

## Administratieve plaatsen (sołectwo)
Bieganowo, Borzykowo, Budziłowo, Cieśle Małe, Cieśle Wielkie, Gałęzewice, Gorazdowo, Grabowo Królewskie, Kołaczkowo, Krzywa Góra, Łagiewki, Sokolniki, Spławie, Szamarzewo, Wszembórz, Zieliniec, Żydowo.

## Aangrenzende gemeenten
Lądek, Miłosław, Pyzdry, Strzałkowo, Września, Żerków